# Felizes
Felizes é um site de encontros português fundado em Dezembro de 2014.
O site conta com mais de 500.000 utilizadores portugueses, com uma média de idades de 41.4 anos, sendo que os distritos com mais utilizadores são, por ordem: Lisboa, Porto, Setúbal, Aveiro, Coimbra, Faro, Leiria, Braga e Santarém.

De acordo com o próprio site e entrevistas aos fundadores, o site está orientado exclusivamente para o mercado português e aposta no romantismo dos portugueses como factor diferenciador.

Em Janeiro de 2018, o site anunciou um crescimento anual de 250% a nível de inscrições, e 30 milhões de mensagens trocadas na plataforma no ano anterior. 
Em 2022, foi publicado que a plataforma alcançou pela primeira vez a marca de 500.000 utilizadores.

## References
1. ↑  «Autoapresentação em plataformas de encontros: caracterização dos utilizadores do Felizes.pt». ISCTE. 23 de agosto de 2021. Consultado em 15 de setembro de 2022
2. ↑  «Estes são os distritos com mais pessoas inscritas em sites de encontros». Sol. 27 de maio de 2019. Consultado em 27 de maio de 2019
3. 1 2  «Estudo: Mais mulheres aderem aos encontros online». Empreendedor. 5 de fevereiro de 2018. Consultado em 16 de fevereiro de 2018
4. ↑  «Mulheres do Norte são mais atrevidas do que as do Sul». Sapo LifeStyle. Consultado em 3 de março de 2017
5. ↑  «Os portugueses são pessoas românticas». Empreendedor. 12 de outubro de 2016. Consultado em 3 de março de 2017
6. ↑  «Felizes.pt. Página de encontros virada para os "portugueses românticos"». Dinheiro Vivo. 14 de fevereiro de 2017. Consultado em 3 de março de 2017
7. ↑  «O maior site de encontros português atinge os 500 mil utilizadores». Empreendedor. 2 de maio de 2022. Consultado em 15 de setembro de 2022
8. ↑  «500 mil utilizadores procuram "amor verdadeiro" em site de encontros português». Sapo. 2 de maio de 2022. Consultado em 15 de setembro de 2022